# Dorfkirche Löbitz

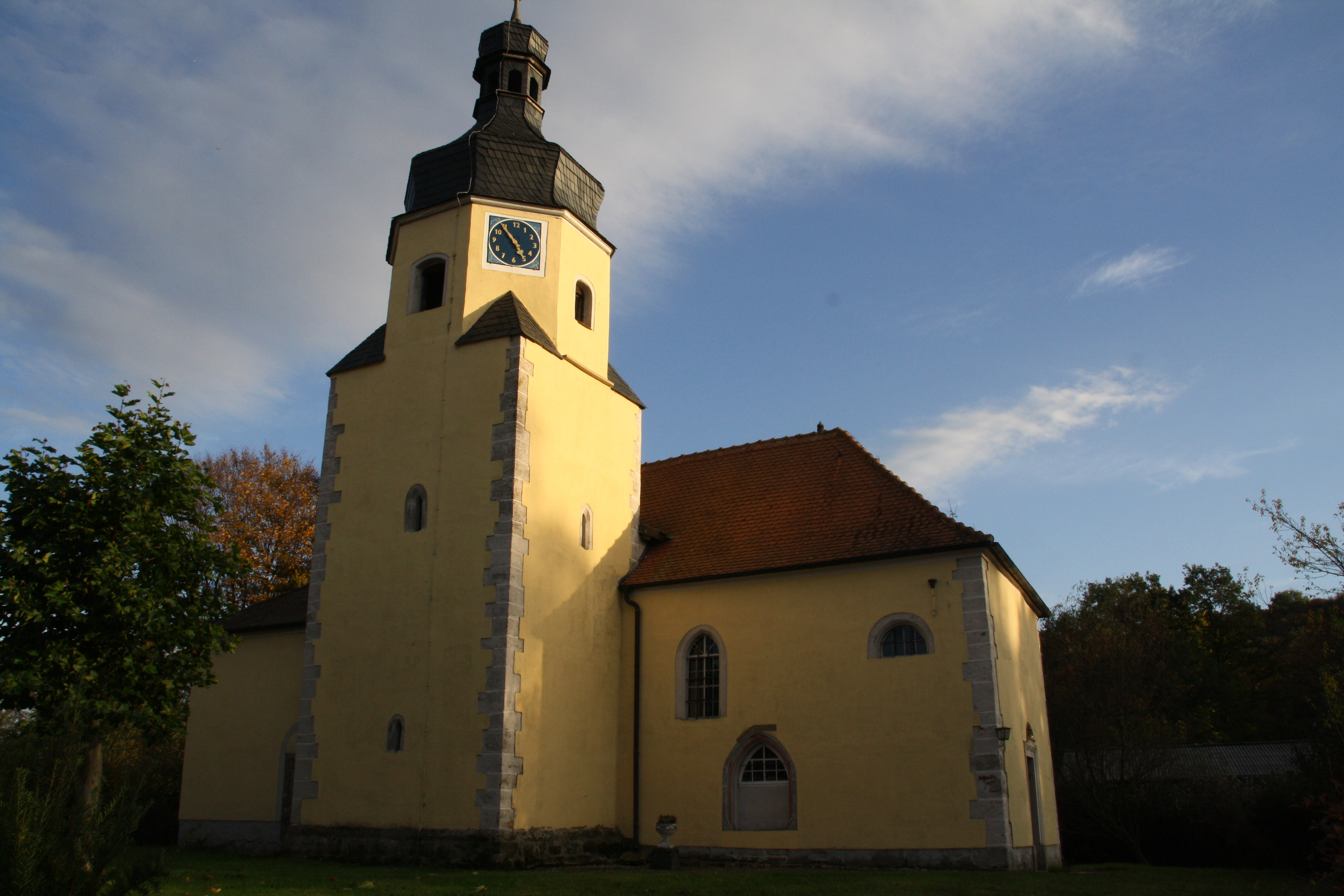
Die Kirche in Löbitz

Die evangelische Dorfkirche Löbitz befindet sich  Löbitz, einem Ortsteil der Gemeinde Mertendorf im Burgenlandkreis in Sachsen-Anhalt. Sie steht unter Denkmalschutz und ist mit der Erfassungsnummer 094 83631 im Denkmalverzeichnis des Landes registriert.

## Beschreibung

### Gebäude
Die Kirche ist spätgotischer Saalbau mit einem dreiseitigen Ostschluss. Möglicherweise wurden bei der Errichtung Teile eines Vorgängerbauwerks einbezogen. An der Nordseite befindet sich ein quadratischer, im oberen Teil achteckiger Turm mit Schweifhaube und Laterne. In den Längswänden des Schiffs befindet sich jeweils ein vermauertes Portal mit gekreuzten Stäben. Ein Inschriftfragment aus dem Jahr 1487 befindet sich im nördlichen Scheitel, im südlichen ist eine kleine Maske angebracht. Der Gottvater ist als Steinrelief über dem barocken Westportal angebracht und stammt aus der zweiten Hälfte des 16. Jahrhunderts.

### Innenraum und Ausstattung
Das Innere der Kirche besteht aus Flachdecke, Hufeisenempore und einem schlichten Kanzelaltar. Während eines Umbaus in den Jahren 1688 bis 1692 erfolgte auch der Einbau eines Herrschaftsstandes in Fachwerk an der Nordseite. Die Orgel ist ein Werk der Firma Ladegast & Sohn aus dem Jahr 1894 mit zehn Registern auf zwei Manualen und Pedal.

## Sonstiges
Drei barocke Grabsteine befinden sich am Kirchturm.